# 伊尼扬布皮
伊尼扬布皮（葡萄牙語：Inhambupe）是巴西巴伊亚州的一个市镇。总面积1163.561平方公里，总人口32955人，人口密度28.3人/平方公里。